# Jean-Claude Mignon
Pour les articles homonymes, voir Mignon (homonymie).
Jean-Claude Mignon est un homme politique français, né le 2 février 1950 à Corbeil-Essonnes (Seine-et-Oise).
Député, il siège à l'Assemblée nationale au sein du groupe Les Républicains. Il siège également à l'Assemblée parlementaire du Conseil de l'Europe, dont il est le président de janvier 2012 à janvier 2014.

## Biographie
De 1983 à 2014, Jean-Claude Mignon est maire de la ville de Dammarie-lès-Lys, près de Melun en Seine-et-Marne, ville qu'il prend au PCF qui la gérait depuis 1959.
Il devient, le 13 juin 1988, député de la première circonscription de Seine-et-Marne qui regroupe les cantons de Melun sud, du Mée sur Seine, de Perthes et de Savigny-le-Temple.
En 1995, la loi sur le cumul des mandats l'oblige à abandonner son poste de conseiller général du canton de Perthes. La section locale du RPR, qu'il dirige, désignera pour lui succéder, d'abord Patrick Gruel en 1995, puis sa propre femme en 2001. Mais tous deux sont successivement battus par Lionel Walker (divers gauche), maire de Saint-Fargeau-Ponthierry.
Le 23 novembre 2002, Jean-Claude Mignon interprète L'amitié de Bernard Sauvat sur le plateau de Star Academy, sur TF1.
Il tente de récupérer son mandat de conseiller général en 2008, avec l'ambition d'obtenir la présidence du conseil général de Seine-et-Marne, mais il est battu au second tour des élections par le conseiller général sortant Lionel Walker.
Le 17 juin 2012, il est réélu député de la première circonscription de Seine-et-Marne qui regroupe les cantons de Melun sud, de Perthes et de Melun-Nord en battant le maire de Saint-Fargeau-Ponthierry Lionel Walker (Parti socialiste).
Il soutient François Fillon pour la primaire présidentielle des Républicains de 2016.
En mai 2017, il retire par surprise sa candidature pour la législature suivante.

## Mandats
- 26/03/1982 - 07/10/1988 : conseiller général du canton de Perthes
- 13/03/1983 - 12/03/1989 : maire de Dammarie-lès-Lys
- 17/03/1986 - 27/06/1988 : conseiller régional d'Île-de-France
- 13/06/1988 - 01/04/1993 : député de la première circonscription de Seine-et-Marne
- 07/10/1988 - 31/03/1994 : vice-président du conseil général de Seine-et-Marne
- 18/03/1989 - 18/06/1995 : maire de Dammarie-lès-Lys
- 02/04/1993 - 21/04/1997 : député de la première circonscription de Seine-et-Marne
- 01/04/1994 - 27/06/1995 : vice-président du conseil général de Seine-et-Marne
- 25/06/1995 - 18/03/2001 : maire de Dammarie-lès-Lys
- 01/06/1997 - 18/06/2002 : député de la première circonscription de Seine-et-Marne
- 18/03/2001 - 16/03/2008 : maire de Dammarie-lès-Lys
- 18/06/2002 - 16/06/2007 : député de la première circonscription de Seine-et-Marne
- 2002 - 2008 : président de la communauté d'agglomération Melun Val de Seine
- 17/06/2007 - 16/06/2012 : député de la première circonscription de Seine-et-Marne
- 09/03/2008 - 29/03/2014 : maire de Dammarie-lès-Lys
- 2012 - 2014 : président de l'Assemblée parlementaire du Conseil de l'Europe[3]
- 17/06/2012 - 20/06/2017 : député de la première circonscription de Seine-et-Marne

## Décorations
- Chevalier de la Légion d'honneur[4]